# Refleksija (računalništvo)
V računalništvu je refleksija
računalniškega programa, da v teku programa preverja in pridobi podatke o svoji lastni strukturi ter po možnosti spremeni svojo lastno strukturo in vedenje.